# Neolamarckia
Neolamarckia é um género botânico pertencente à família Rubiaceae.

## Espécies
- Neolamarckia cadamba
- Neolamarckia macrophylla